# Újsolt
Újsolt è un comune dell'Ungheria di 186 abitanti (dati 2005). È situato nella contea di Bács-Kiskun.